# Ooctonus clebschi
Ooctonus clebschi (лат.) — вид паразитических насекомых-халицид (Chalcidoidea) из семейства Mymaridae. Эндемик Мексики.

## Распространение
Мексика (Michoacán, Oaxaca).

## Описание
Перепончатокрылые насекомые микроскопического размера тёмно-коричневого цвета. Длина тела около 1 мм. Длина брюшка с яйцекладом — 435—549 мкм, ширина головы — 306—393 мкм, передние крылья — 1321—1642 мкм, задние крылья — 969—1253 мкм. Жгутик усика самок содержит 8 члеников-флагелломеров, конечный членик самый крупный образует булаву (с педицеллюсом, аннулюсом и скапусом в усике 11 сегментов). Длина скапуса 226—283 мкм, жгутика — 496—635 мкм, педицеллюса — 67—82 мкм. Лапки 5-члениковые. петиоль Крылья с сильно редуцированным жилкованием, ячейки отсутствуют. Петиоль короче по длине, чем задние тазик и вертлуг вместе взятые. Хозяин на котором паразитируют эти наездники неизвестен, но предположительно, как и другие виды своего рода они яйцевые паразитоиды равнокрылых насекомых (цикадок из семейств Cicadellidae и Cercopidae).

## Этимология
Вид был впервые описан в 2013 году канадским энтомологом Джоном Губером (Huber, J. T.; Natural Resources Canada c/o Canadian National Collection of Insects, Оттава, Канада) и назван в честь французского музыканта и коллекционера Ганса Клебша (Hans Clebsch, Кливлендский оркестр), собравшего часть типовой коллекции.